# Élections législatives de 1914 dans le Lot
 (juillet 2025).
Si vous disposez d'ouvrages ou d'articles de référence ou si vous connaissez des sites web de qualité traitant du thème abordé ici, merci de compléter l'article en donnant les références utiles à sa vérifiabilité et en les liant à la section « Notes et références ».
Les élections législatives de 1914 ont eu lieu les 26 avril et 10 mai.

## Élus
Les élus des élections législatives de 1914 dans le Lot sont, :
|   | Circonscription | Député sortant |  | Groupe parlementaire | Député élu        |  | Groupe parlementaire                |
| - | --------------- | -------------- |  | -------------------- | ----------------- |  | ----------------------------------- |
| 1 | Cahors          |                |  |                      | Anatole de Monzie |  | Non inscrit                         |
| 2 | Figeac          |                |  |                      | Étienne Becays    |  | Parti radical et radical-socialiste |
| 3 | Gourdon         |                |  |                      | Louis Malvy       |  | Parti radical et radical-socialiste |

## Résultats à l'échelle du département
| Partis         | Partis                                           | Premier tour | Premier tour | Sièges |
| Partis         | Partis                                           | Voix         | %            | Sièges |
| -------------- | ------------------------------------------------ | ------------ | ------------ | ------ |
|                | Parti républicain, radical et radical-socialiste | 22 271       | 43,50        | 2      |
|                | Parti républicain-socialiste                     | 17 279       | 33,75        | 1      |
|                | Section française de l'Internationale ouvrière   | 7 877        | 15,39        | 0      |
|                | Action libérale populaire                        | 3 732        | 7,29         | 0      |
|                | Divers                                           | 34           | 0,07         | 0      |
|                |                                                  |              |              |        |
| Inscrits       | Inscrits                                         | 70 558       | 100,00       | 3      |
| Votants        | Votants                                          | 55 304       | 78,38        |        |
| Abstention     | Abstention                                       | 15 254       | 21,62        |        |
| Blancs et nuls | Blancs et nuls                                   | 4 111        | 7,43         |        |
| Exprimés       | Exprimés                                         | 51 193       | 92,57        |        |

## Résultats par arrondissement

### Arrondissement de Cahors
| Candidats      | Candidats         | Étiquette      | Premier tour | Premier tour |
| Candidats      | Candidats         | Étiquette      | Voix         | %            |
| -------------- | ----------------- | -------------- | ------------ | ------------ |
|                | Anatole de Monzie | PRS            | 12 688       | 68,87        |
|                | Doizié            | SFIO           | 5 735        | 31,13        |
|                |                   |                |              |              |
| Inscrits       | Inscrits          | Inscrits       | 27 490       | 100,00       |
| Votants        | Votants           | Votants        | 21 192       | 77,09        |
| Abstention     | Abstention        | Abstention     | 6 298        | 22,91        |
| Blancs et nuls | Blancs et nuls    | Blancs et nuls | 2 769        | 13,07        |
| Exprimés       | Exprimés          | Exprimés       | 18 423       | 86,93        |

### Arrondissement de Figeac
| Candidats      | Candidats      | Étiquette      | Premier tour | Premier tour |
| Candidats      | Candidats      | Étiquette      | Voix         | %            |
| -------------- | -------------- | -------------- | ------------ | ------------ |
|                | Étienne Becays | PRRRS          | 10 877       | 61,77        |
|                | Maurice Coirat | PRS            | 4 591        | 26,07        |
|                | Espinas        | SFIO           | 2 142        | 12,16        |
|                |                |                |              |              |
| Inscrits       | Inscrits       | Inscrits       | 22 769       | 100,00       |
| Votants        | Votants        | Votants        | 18 297       | 80,36        |
| Abstention     | Abstention     | Abstention     | 4 472        | 19,64        |
| Blancs et nuls | Blancs et nuls | Blancs et nuls | 687          | 3,75         |
| Exprimés       | Exprimés       | Exprimés       | 17 610       | 96,25        |

### Arrondissement de Gourdon
| Candidats      | Candidats      | Étiquette      | Premier tour | Premier tour |
| Candidats      | Candidats      | Étiquette      | Voix         | %            |
| -------------- | -------------- | -------------- | ------------ | ------------ |
|                | Louis Malvy    | PRRRS          | 11 394       | 75,16        |
|                | De Lapierre    | ALP            | 3 732        | 24,62        |
|                | Divers         | Divers         | 34           | 0,19         |
|                |                |                |              |              |
| Inscrits       | Inscrits       | Inscrits       | 20 299       | 100,00       |
| Votants        | Votants        | Votants        | 15 815       | 77,91        |
| Abstention     | Abstention     | Abstention     | 4 484        | 22,09        |
| Blancs et nuls | Blancs et nuls | Blancs et nuls | 655          | 4,14         |
| Exprimés       | Exprimés       | Exprimés       | 15 160       | 95,86        |